# Provinz Oristano
Die Provinz Oristano (italienisch Provincia di Oristano, sardisch Provìntzia de Aristanis) ist eine italienische Provinz der Autonomen Region Sardinien. Hauptstadt ist Oristano im Westen Sardiniens. Sie hat 149.091 Einwohner (Stand 31. Dezember 2023) in 87 Gemeinden auf einer Fläche von 2.990 km².

Lagekarte der Provinz Oristano in der Region Sardinien

## Geografie
Die Landschaft reicht von wüstenartigen Sandflächen über Lagunen (Aristanis bedeutet „zwischen den Lagunen“) bis zu steilen Felsabhängen und Basalthochflächen. Geologisch entstand das Gebiet aus einer Reihe von Vulkanausbrüchen (Monte Ferru und Monte Arci). Lavagestein und Thermalquellen (Fordongianus) und sind Zeugen dieser Vergangenheit, die sich bis in die jüngere Geschichte fortsetzt.

## Geschichte
Die ältesten menschlichen Spuren stammen aus dem 6. Jahrtausend v. Chr. und wurden in den Backofengräbern bei Conca é Illonis und Cuccuru S’Arriu entdeckt. Die Domus de Janas und die Dolmen, Gigantengräber und Brunnenheiligtümer sind jünger. Im 16. Jahrhundert v. Chr. begann die Nuraghenkultur. Es folgten Punier und Römer. Der Widerstand der Sarden gegen letztere wurde mit der Zerstörung von Cornus gebrochen. Die Römer errichteten die Thermalbäder. Ab dem 8. Jahrhundert von Byzanz im Stich gelassen organisierte sich die Insel in vier Judikaten. Eines war Arborea und seine Hauptstadt Oristano.
Die Provinz wurde 1974 aus Gebieten der Provinzen Nuoro und Cagliari eingerichtet und war damit lange die jüngste Provinz Sardiniens. Im Zuge der Neuordnung der sardischen Provinzen, die 2001 beschlossen und 2005 durchgeführt wurde, erhielt die Provinz zehn Gemeinden von der Provinz Nuoro, sie vergrößerte sich dadurch um etwa 15.000 Einwohner und 410 km². Mit Inkrafttreten der sardischen Neuordnung der lokalen Gebietskörperschaften von 2016 wurde die Gemeinde Genoni in die Provinz Sud Sardegna umgegliedert.

## Größte Gemeinden
(Einwohnerzahlen Stand 31. Dezember 2023)
| Gemeinde     | Einwohner |
| ------------ | --------- |
| Oristano     | 30.287    |
| Terralba     | 9633      |
| Cabras       | 8831      |
| Bosa         | 7398      |
| Marrubiu     | 4559      |
| Santa Giusta | 4601      |
| Ghilarza     | 4121      |
| Mogoro       | 3869      |
| Arborea      | 3733      |
| Samugheo     | 2708      |

Die Liste der Gemeinden auf Sardinien beinhaltet alle Gemeinden der Provinz mit Einwohnerzahlen.

## Sehenswürdigkeiten

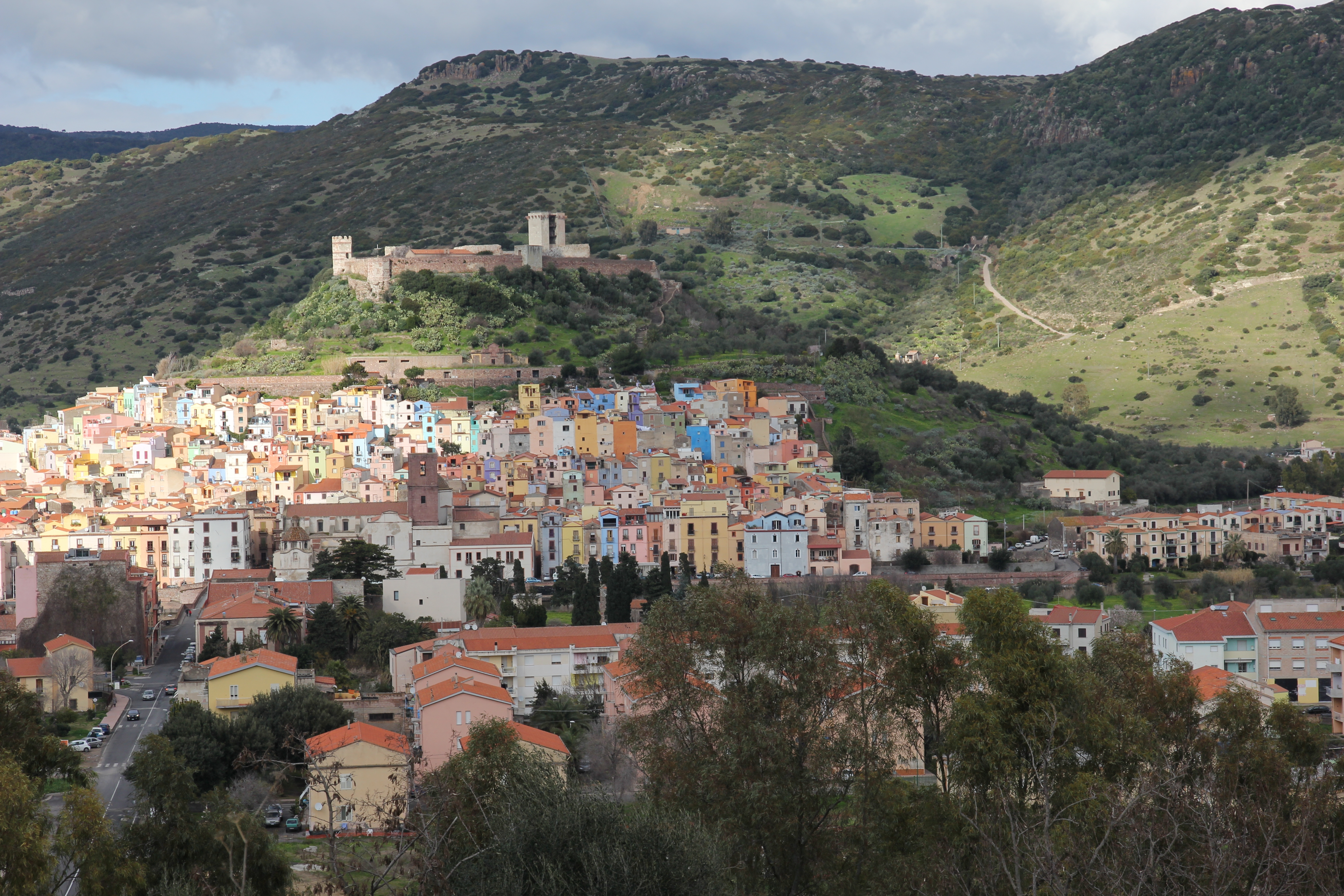
Altstadt von Bosa mit Castello

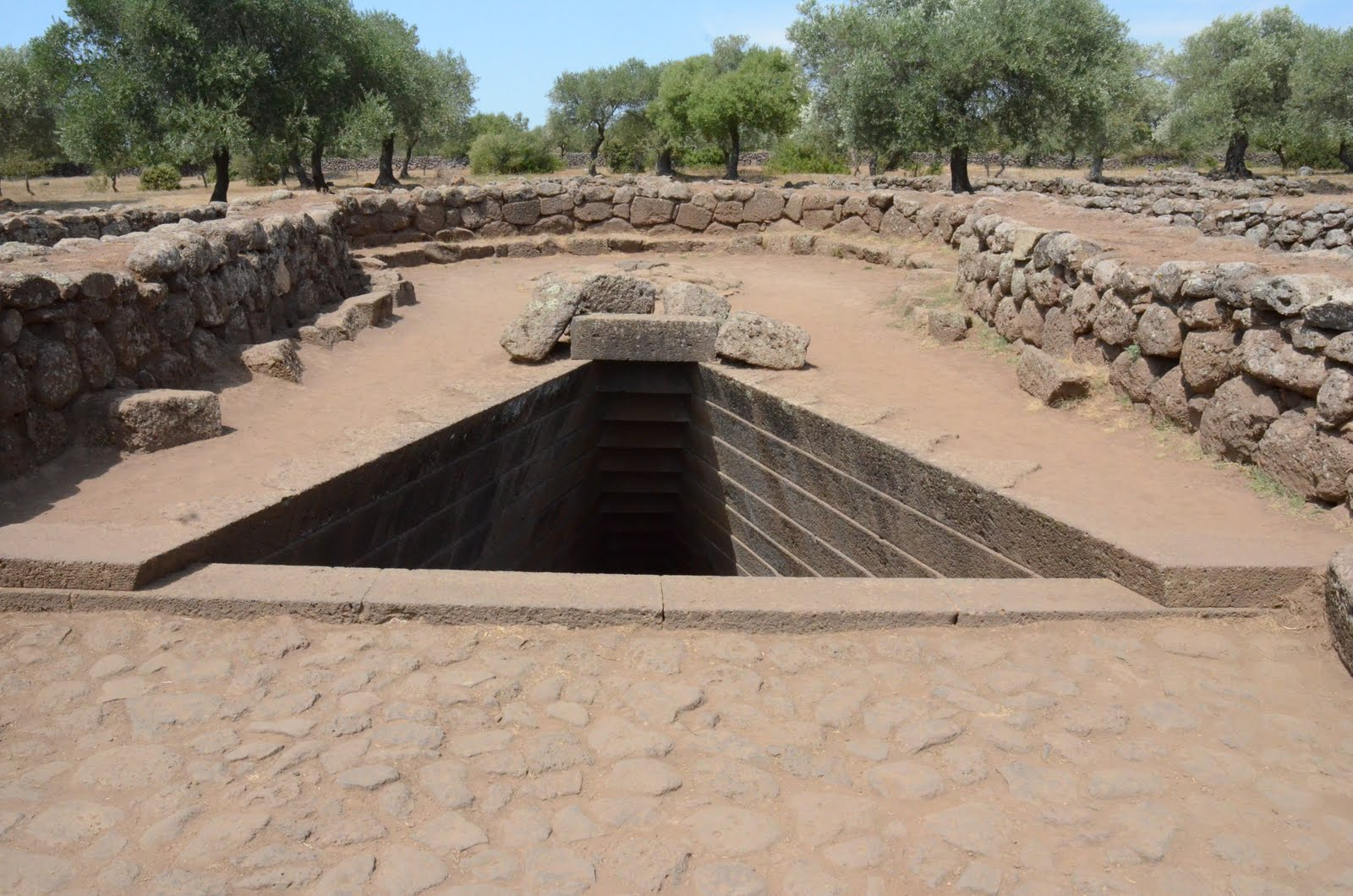
Brunnenheiligtum Santa Cristina

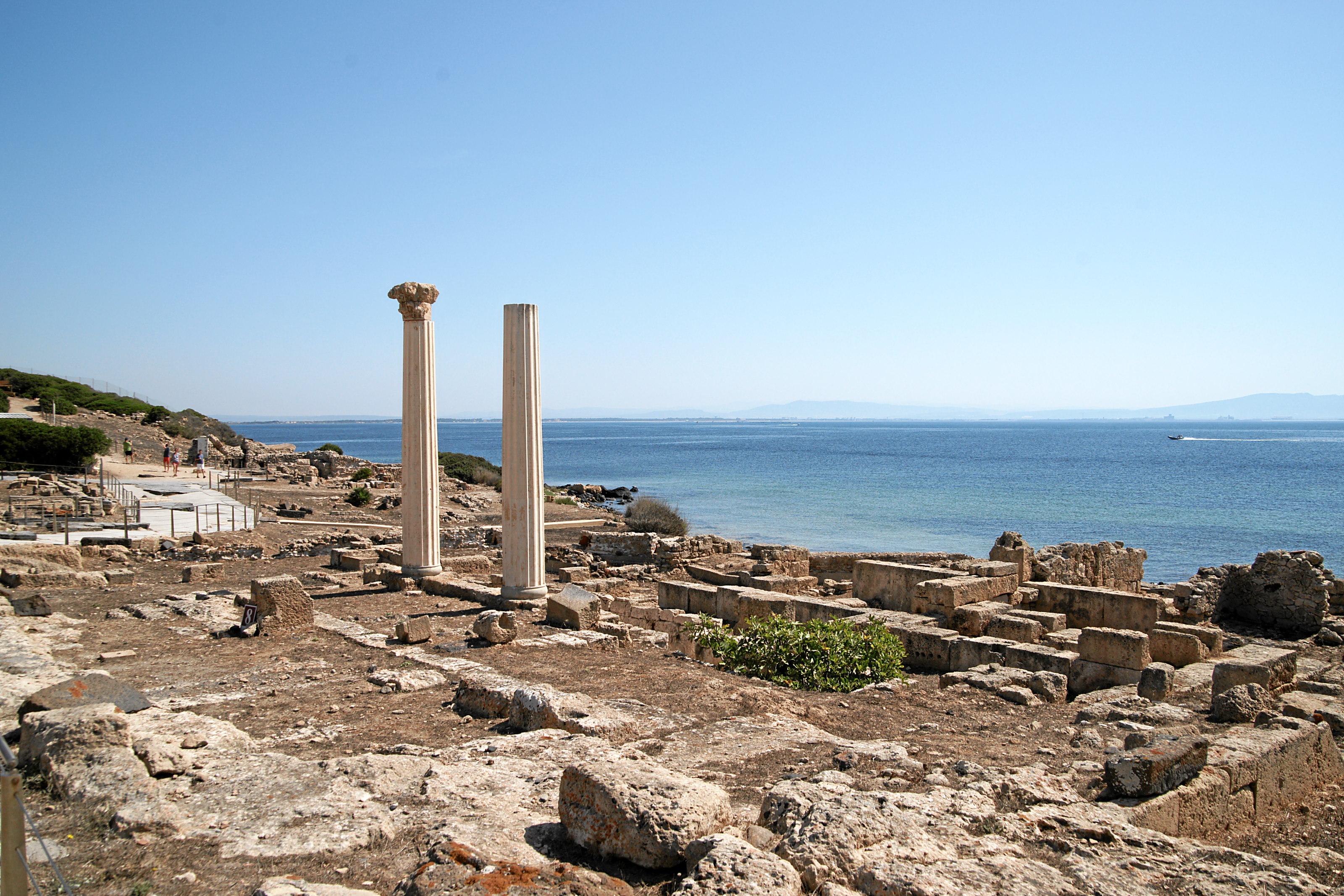
Überreste von Tharros

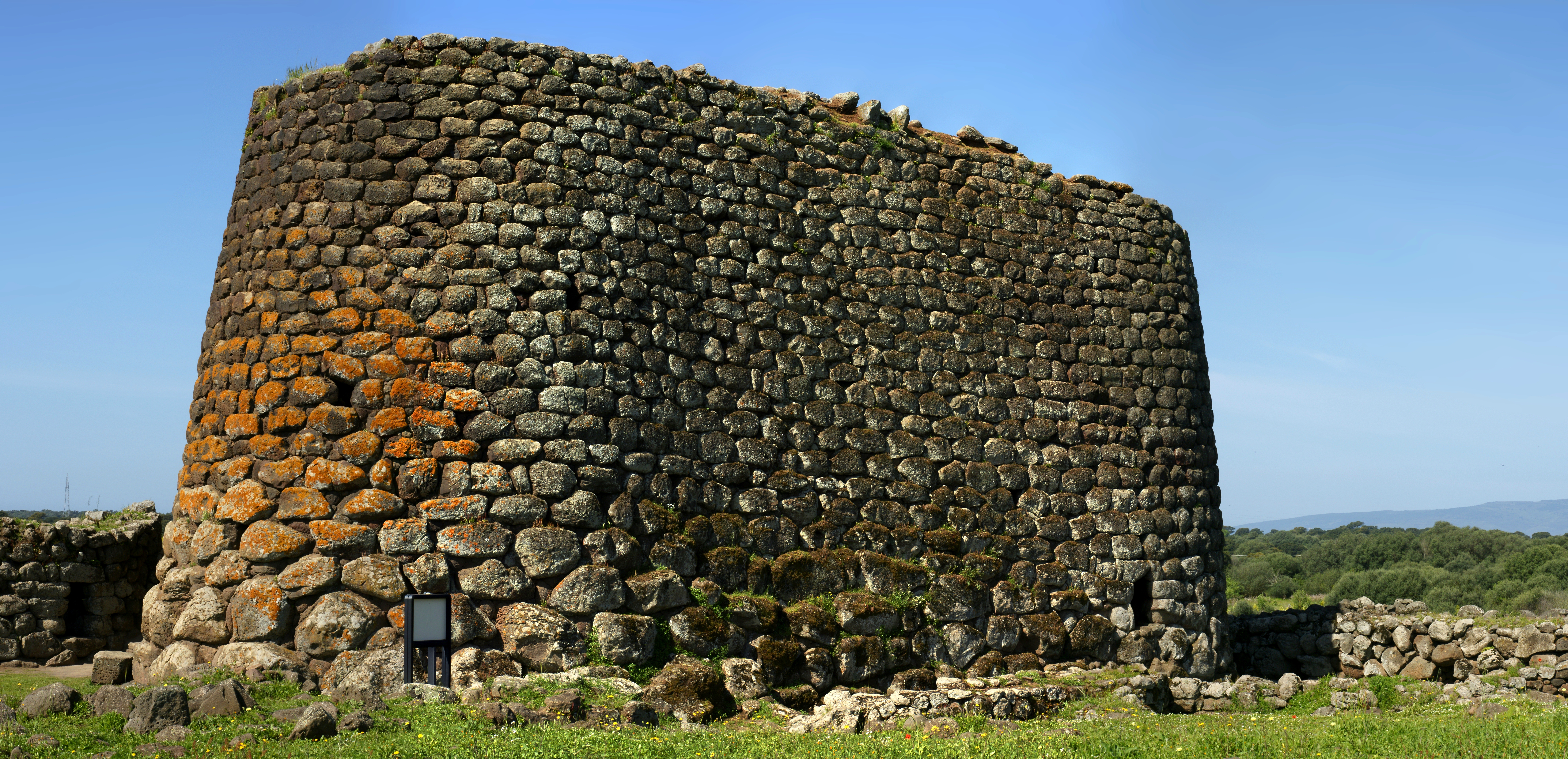
Die Nuraghe Losa

- Cornus, bei Cuglieri
- Ipogeo di San Salvatore
- Nuraghe Losa, bei Abbasanta
- Muraguada, bei Bauladu
- Tharros, bei Cabras
- Santa Cristina, bei Paulilatino
- Laconi, Statuenmenhire im Museum
- Corte Noa Galeriegrab, Menhire.